# Pfarrkirche Gaißau

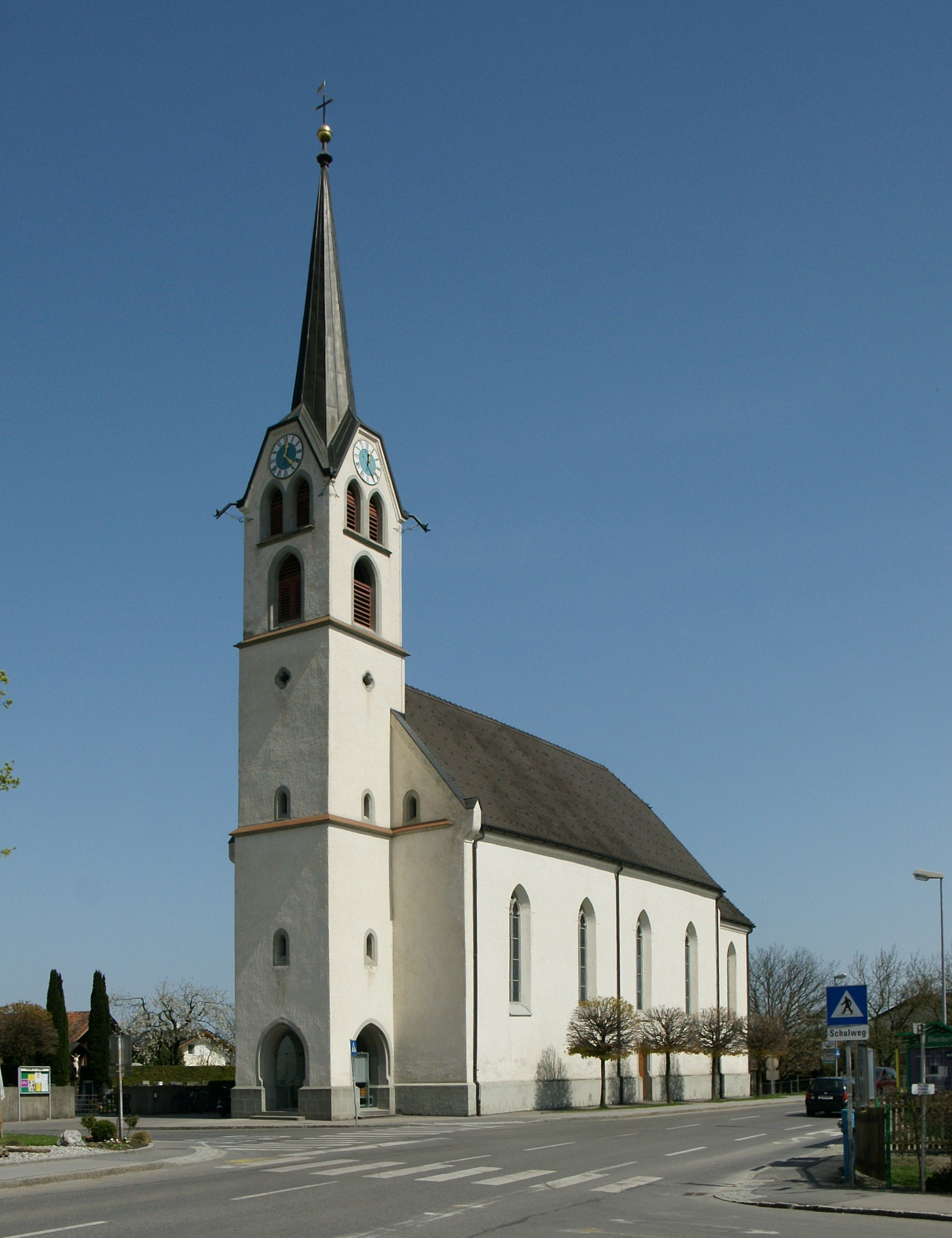
Katholische Pfarrkirche hl. Othmar in Gaißau

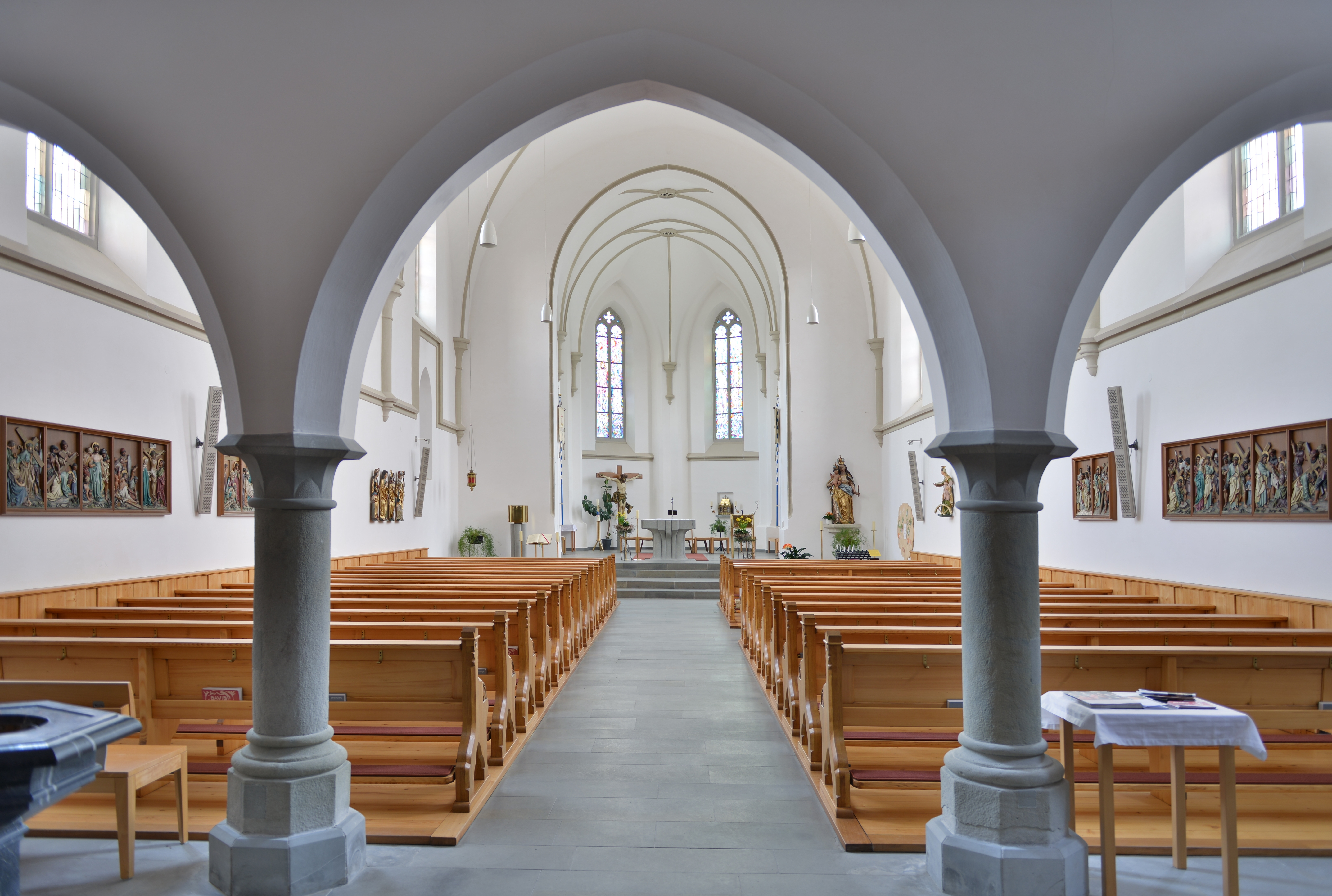
Innenansicht

Die römisch-katholische Pfarrkirche Gaißau steht in der Gemeinde Gaißau im Bezirk Bregenz in Vorarlberg. Sie ist dem heiligen Othmar geweiht und gehört zum Dekanat Dornbirn in der Diözese Feldkirch. Das Bauwerk steht unter Denkmalschutz.
Die Kirche ist ein nach allen Seiten freistehender neugotischer Steinbau, der das Ortszentrum von Gaißau beherrscht. Der Chor ist nach Nordosten ausgerichtet. Der einzige Turm ist über den Haupteingang gebaut.

## Lagebeschreibung
Die Pfarrkirche St. Othmar befindet sich in der Ortsmitte von Gaißau, direkt an der Landesstraße L 19, welche zum Rhein und zur Bundesgrenze nach Rheineck (Schweiz) führt. Auf der nordöstlichen Seite wird das Kirchgrundstück von der Sonnenfeldstraße, und auf der südwestlichen Seite von der Kirchstraße eingegrenzt.

## Geschichte
Die heutige Pfarrkirche wurde im Jahr 1870 erbaut, auf besondere Initiative des damaligen Pfarrers Anton Zimmermann (seit 1860 Pfarrer in Gaißau). Zuvor bestand eine Kapelle (erbaut 1760).
Die feierliche Grundsteinlegung für die heutige Kirche fand am 2. April 1870 durch Pfarrer Zimmermann als Beauftragten des Bischofs statt und am 7. Juli 1873 wurde die Kirche durch den Generalvikar geweiht.
Die Kirche wurde 1983 und 2011 umfassend renoviert und die Innengestaltung auf das Wesentlichste reduziert. Die zuvor bestandene Vielzahl an Heiligenfiguren aus dem 17. Jahrhundert und ein gotisches Relief von 1500 wurden jedoch beibehalten, ebenso die hölzernen Kirchenbänke und die Wandtäfelungen.

### Altarraum
Der Steinaltar von Herbert Albrecht scheint aus dem Boden der Kirche zu wachsen und soll die Verbindung zur Erde symbolisieren. Links und rechts des Altars befinden sich Glasgemälde von Hubert Berchtold.

### Orgel
In der Pfarrkirche St. Othmar befindet sich auf der Empore eine schlichte Orgel der Fa. Rieger Orgelbau (Schwarzach) aus dem Jahr 1989. Zuvor war eine Orgel der Gebrüder Mayer aus dem Jahr 1936 in Verwendung.

### Reliquie
In der Pfarrkirche befindet sich im Altarraum in einem Schrein als Reliquie ein Teil eines Fingers des Heiligen Othmar.

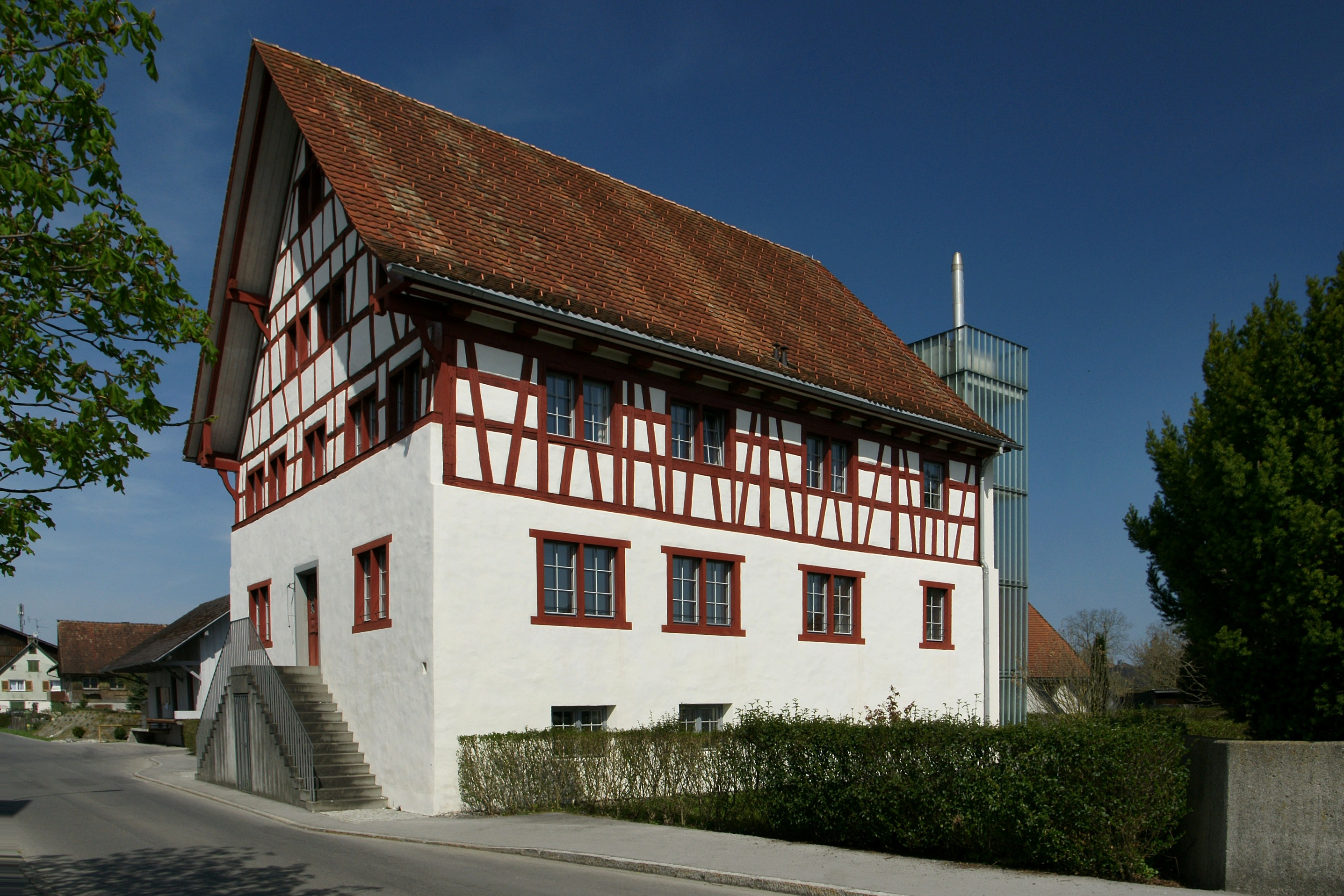
Pfarrgemeindehaus in der Kirchstraße.

## Friedhof
Der Friedhof ist direkt an der Pfarrkirche auf der nordnordwestlichen Seite und dem Pfarrgemeindehaus anschließend mit traditionellen Erdgräbern und einer Urnenwand aus gestampftem Lehm.

## Pfarrgemeindehaus
Das Pfarrgemeindehaus Gaißau ist neben der Kirche und dem Friedhof in der Kirchstraße situiert. Es handelt sich dabei um ein aus dem 15. Jahrhundert stammendes Thurgauer Fachwerkhaus mit gemauertem Sockelgeschoß. Das Haus wurde im Jahr 1735 von Johannes Lutz als Gasthof „Zur Rose“ erbaut. Seit 1789 wird es überwiegend als Pfarrhaus und für pfarrliche Aktivitäten genutzt, wobei eine Mehrzwecknutzung z. B. als Schulhaus (1808–1884) oder als Notkirche (1870–1873), aber auch als Unterstellplatz für die örtliche Feuerspritze etc. erfolgte.

## Bildergalerie
| - Orgel - Haupteingangstüre - Taufstein beim Haupteingang - Kriegerdenkmal (WK1) |